# Franciszek Sakwiński
Franciszek Sakwiński (ur. 11 maja 1894 w Bocieniu, zm. 1939 w Barbarce) – sierżant Wojska Polskiego, kawaler Orderu Virtuti Militari.

## Życiorys
Urodził się 11 maja 1894 w Bocieniu, w ówczesnym powiecie chełmińskim Prowincji Prusy Zachodnie, w rodzinie Kazimierza i Anny z Adamskich. W 1909 ukończył sześć oddziałów w szkole powszechnej w Chełmnie. Do szesnastego roku życia przebywał u rodziców, a następnie przez trzy lata pracował w fabryce w Chełmży.
W czasie I wojny światowej (1914–1918) walczył w szeregach Armii Cesarstwa Niemieckiego. 28 grudnia został zwolniony z armii niemieckiej, a w styczniu 1919 wstąpił jako ochotnik do II oddziału karabinów maszynowych w Poznaniu. Później został wcielony do 8 pułku strzelców wielkopolskich, późniejszego 62 pułku piechoty. W czasie wojny z bolszewikami wziął udział we wszystkich walkach swojego pułku. W 1919 został mianowany kapralem, a w następnym roku plutonowym. 18 sierpnia w bitwie pod Glinianką przedostał się przez silnie obsadzoną linię nieprzyjacielską i wziął do niewoli ośmiu jeńców oraz uratował dwa karabiny maszynowe z wozami i końmi. W listopadzie 1920 został odznaczony Orderem Virtuti Militari.
W 1920, na własną prośbę, został zwolniony z wojska i zatrudniony w Urzędzie Poczt i Telegrafów w Kornatowie. W 1924 ponownie został przyjęty do Wojska Polskiego, a w listopadzie tego roku przeniesiony do Korpusu Ochrony Pogranicza i przydzielony do 4 batalionu granicznego w Dederkałach. Przez dziewięć lat był dowódcą strażnicy. W 1927 został awansowany na sierżanta. W czasie służby zatrzymał kilku przemytników oraz zastrzelił niebezpiecznego szpiega, który po zatrzymaniu usiłował zbiec do ZSRR. W 1934 komisja lekarska przyznała mu kategorię zdrowia „D”, w związku z czym został przeniesiony do plutonu gospodarczego batalionu na stanowisko magazyniera żywnościowego. Z dniem 30 listopada 1935 został przeniesiony w stan spoczynku. Zamieszkał w Chełmży przy ul. Chełmińskiej 4.
Jesienią 1939 został zamordowany przez Niemców w Lesie Barbarka pod Toruniem.
Był żonaty, miał dwoje dzieci: Zygmunta (ur. 6 października 1922) i Gertrudę (ur. 30 listopada 1923).

## Ordery i odznaczenia
- Krzyż Srebrny Orderu Wojskowego Virtuti Militari nr 667[1] – 13 maja 1921[12]
- Brązowy Krzyż Zasługi – listopad 1929[4]
- Medal Pamiątkowy za Wojnę 1918–1921[13]
- Medal Dziesięciolecia Odzyskanej Niepodległości[13]